# Champions Hockey League 2008/09
Die Saison 2008/09 der Champions Hockey League war die erste und einzige Austragung des Wettbewerbs der Internationalen Eishockey-Föderation IIHF. Die CHL war der höchste Wettbewerb im europäischen Klubeishockey. Sie löste den bisherigen European Champions Cup ab. Am Wettbewerb, der zwischen September 2008 und Januar 2009 ausgespielt wurde, nahmen insgesamt 14 Mannschaften aus sieben Nationen teil. Der erstmalige Gewinner wurden die ZSC Lions aus Zürich. Sie trafen im Victoria Cup 2009 auf die Chicago Blackhawks aus der nordamerikanischen National Hockey League.

## Teilnehmer
In der Saison 2008/09 nahmen insgesamt 14 Vereine aus den sieben europäischen Top-Ligen der IIHF-Ligenrangliste teil. Teilnahmeberechtigt waren die Meister der Ligen im Jahr 2008 sowie in der Regel die Gewinner der Hauptrunden. Als Ausnahmen nahmen der finnische Vizemeister und Magnitogorsk als European-Champions-Cup-Sieger der Vorsaison teil. War der Hauptrundensieger gleichzeitig auch Meister, rückte der Zweite der Hauptrunde nach.
Für die Gruppenphase direkt qualifiziert waren:
- Salawat Julajew Ufa (Meister der Superliga)
- HK Metallurg Magnitogorsk (Sieger des European Champions Cup 2008)
- Kärpät Oulu (Meister der SM-liiga)
- Espoo Blues (Vizemeister der SM-liiga)
- HC Slavia Prag (Meister der Extraliga)
- HC Mountfield České Budějovice (Hauptrundenerster der Extraliga)
- HV71 Jönköping (Meister der Elitserien)
- Linköpings HC (Hauptrundenzweiter der Elitserien)
- HC Slovan Bratislava (Meister der Extraliga)
- ZSC Lions Zürich (Meister der National League A)
- Eisbären Berlin (Meister der Deutschen Eishockey Liga)

Die Teilnehmer am Qualifikationsturnier waren:
- HC Košice (Hauptrundenzweiter der Extraliga)
- SC Bern (Hauptrundenerster der National League A)
- Sinupret Ice Tigers Nürnberg (Hauptrundenerster der Deutschen Eishockey Liga)

| Nürnberg Ice Tigers |

| HC Košice |

| SC Bern |

| Eisbären Berlin |

| Kärpät Oulu |

| HK Metallurg Magnitogorsk |

| HV71 Jönköping |

| Espoo Blues |

| Salawat Julajew Ufa |

| HC České Budějovice |

| HC Slovan Bratislava |

| HC Slavia Prag |

| Linköpings HC |

| ZSC Lions Zürich |

## Qualifikation
Die Qualifikation wurde vom 12. bis zum 14. September 2008 in einem Turnier in der Arena Nürnberger Versicherung in Nürnberg ausgespielt. Das Turnier wurde im Modus Jeder-gegen-Jeden ausgetragen. Der Sieger des Turniers, der Schweizer Vertreter SC Bern, qualifizierte sich mit zwei Siegen für die Gruppe B der Gruppenphase.
Insgesamt besuchten 10.278 Zuschauer die drei Partien, was einem Durchschnitt von 3.426 Zuschauern pro Spiel entspricht. Als beste Scorer gingen die Berner Ramzi Abid, mit drei Toren sowie einer Vorlage, und Simon Gamache, mit einem Tor und drei Torvorbereitungen, aus der Qualifikation hervor.
| 12. September 2008 19:30 Uhr | Sinupret Ice Tigers A. Savage (35:52)                                                       | 1:4 (0:0, 1:1, 0:3) Spielbericht (PDF; 21 kB) | SC Bern R. Abid (30:07) P. Bärtschi (41:13) S. Gamache (50:52) S. Bordeleau (59:41)                        | Arena Nürnberger Versicherung, Nürnberg Zuschauer: 5.046 |
| 13. September 2008 18:30 Uhr | SC Bern L. Goren (6:59) C. Dubé (10:49) P. Bärtschi (28:23) R. Abid (35:17) R. Abid (52:03) | 5:4 (2:0, 1:2, 2:2) Spielbericht (PDF; 22 kB) | HC Košice J. Faith (26:38) M. Šimurda (27:09) M. Šimurda (28:43) J. Faith (44:26)                          | Arena Nürnberger Versicherung, Nürnberg Zuschauer: 1.859 |
| 14. September 2008 18:30 Uhr | HC Košice J. Kmiť (24:27) M. Miklik (28:22) J. Sýkora (50:19)                               | 3:5 (0:2, 2:2, 1:1) Spielbericht (PDF; 23 kB) | Sinupret Ice Tigers B. Leeb (1:31) M. Périard (15:30) B. Leeb (24:46) C. Laflamme (34:56) P. Fical (48:03) | Arena Nürnberger Versicherung, Nürnberg Zuschauer: 3.373 |

| Pl. |                              | Sp | S | OTS | OTN | N | Tore  | Punkte |
| 1.  | SC Bern                      | 2  | 2 | 0   | 0   | 0 | 09:05 | 6      |
| 2.  | Sinupret Ice Tigers Nürnberg | 2  | 1 | 0   | 0   | 1 | 06:07 | 3      |
| 3.  | HC Košice                    | 2  | 0 | 0   | 0   | 2 | 07:10 | 0      |

## Gruppenphase
Die Gruppenphase wurde in vier Gruppen mit je drei Mannschaften ausgespielt. In jeder Gruppe spielte jeder gegen jeden, jeweils mit Hin- und Rückspiel. Die Spiele fanden jeweils mittwochs statt. Die Gruppensieger qualifizierten sich für das Halbfinale.

### Gruppe A
In der Gruppe A setzte sich erwartungsgemäß der russische KHL-Teilnehmer und European-Champions-Cup-Sieger des Vorjahres, der HK Metallurg Magnitogorsk, durch. Nach Siegen in den ersten drei Spielen sicherten sie sich den Gruppensieg bereits am fünften Spieltag. Für eine kleine Überraschung sorgten der Deutsche Meister Eisbären Berlin, der beide Vergleiche gegen den finnischen Titelträger Kärpät Oulu sowie sein abschließendes Heimspiel gegen Magnitogorsk gewinnen konnte.
| 8. Oktober 2008 19:30 Uhr   | Eisbären Berlin T. Mulock (1:35) A. Rankel (20:52) D. Pederson (40:34)                                               | 3:2 (1:1, 1:0, 1:1) Spielbericht (PDF; 21 kB)            | Kärpät Oulu I. Mikkola (4:33) T. Koivisto (47:45)                   | O2 World, Berlin Zuschauer: 13.000             |
| 22. Oktober 2008 19:30 Uhr  | Kärpät Oulu | 0:2 (0:0, 0:1, 0:1) Spielbericht (PDF; 21 kB)            | HK Metallurg Magnitogorsk J. Marek (34:30) W. Atjuschow (43:46)     | Oulun Energia Areena, Oulu Zuschauer: 6.614    |
| 29. Oktober 2008 16:00 Uhr  | HK Metallurg Magnitogorsk T. Rolinek (0:36) D. Chlystow (4:09) J. Kudrna (8:16) J. Marek (11:54) D. Platonow (44:37) | 5:2 (4:0, 0:1, 1:1) Spielbericht (PDF; 21 kB)            | Eisbären Berlin S. Ustorf (30:21) S. Ustorf (59:56)                 | Arena Metallurg, Magnitogorsk Zuschauer: 7.701 |
| 12. November 2008 19:30 Uhr | Kärpät Oulu J. Andersson (19:40) J. Aaltonen (47:40)                                                                 | 2:3 n. P. (1:0, 0:1, 1:1, 0:1) Spielbericht (PDF; 21 kB) | Eisbären Berlin D. Quint (22:03) N. Robinson (42:18) S. Felski (PS) | Oulun Energia Areena, Oulu Zuschauer: 4.619    |
| 19. November 2008 16:00 Uhr | HK Metallurg Magnitogorsk W. Buljin (21:27) J. Birjukow (39:18) T. Rolinek (58:20)                                   | 3:1 (0:0, 2:0, 1:1) Spielbericht (PDF; 21 kB)            | Kärpät Oulu O. Korpikari (41:26)                                    | Arena Metallurg, Magnitogorsk Zuschauer: 7.539 |
| 3. Dezember 2008 19:30 Uhr  | Eisbären Berlin A. Roach (19:13) D. Pederson (26:37)                                                                 | 2:1 (1:0, 1:1, 0:0) Spielbericht (PDF; 21 kB)            | HK Metallurg Magnitogorsk T. Rolinek (29:06)                        | O2 World, Berlin Zuschauer: 13.500             |

| Pl. |                           | Sp | S | OTS | OTN | N | Tore  | Punkte |
| 1.  | HK Metallurg Magnitogorsk | 4  | 3 | 0   | 0   | 1 | 11:05 | 9      |
| 2.  | Eisbären Berlin           | 4  | 2 | 1   | 0   | 1 | 10:10 | 8      |
| 3.  | Kärpät Oulu               | 4  | 0 | 0   | 1   | 3 | 05:11 | 1      |

### Gruppe B
Mit vier Siegen aus vier Spielen sicherte sich der finnische Vizemeister Espoo Blues souverän den Gruppensieg vor dem schwedischen Titelträger HV71 Jönköping und dem Sieger des Qualifikationsturnieres, SC Bern. Espoo sicherte sich den Gruppensieg, ebenso wie Magnitogorsk in der Gruppe A, schon nach dem fünften Spieltag, da Jönköping und Bern in den direkten Duellen gegeneinander jeweils einmal gewannen. Dennoch gewann Espoo das bedeutungslose Spiel in Jönköping deutlich mit 6:0.
| 8. Oktober 2008 19:30 Uhr   | HV71 Jönköping T. Laine (18:29) T. Laine (20:20) M. Tedenby (22:31) M. Thörnberg (44:22) J. Lindström (44:36) B. Melin (51:38)  | 6:2 (1:0, 2:0, 3:2) Spielbericht (PDF; 22 kB) | SC Bern S. Bordeleau (48:36) C. Dubé (55:41)                                                                                     | Kinnarps Arena, Jönköping Zuschauer: 6.903 |
| 22. Oktober 2008 19:30 Uhr  | SC Bern S. Gamache (53:55) | 1:3 (0:2, 0:0, 1:1) Spielbericht (PDF; 21 kB) | Espoo Blues T. Kähkönen (3:19) E. Rajamäki (19:39) J. Uhlbäck (59:55)                                                            | PostFinance Arena, Bern Zuschauer: 6.756   |
| 29. Oktober 2008 19:30 Uhr  | Espoo Blues S. Ryhänen (6:00) J. Tolsa (9:44) C. Miettinen (54:07)                                                              | 3:2 (2:1, 0:0, 1:1) Spielbericht (PDF; 21 kB) | HV71 Jönköping J. Voutilainen (12:54) T. Laine (49:07)                                                                           | LänsiAuto Areena, Espoo Zuschauer: 6.083   |
| 12. November 2008 19:30 Uhr | SC Bern M. Plüss (1:01) S. Gamache (23:41) C. Dubé (24:44) C. Dubé (33:57) R. Josi (49:50) I. Rüthemann (53:45) C. Dubé (54:49) | 7:5 (1:3, 3:0, 3:2) Spielbericht (PDF; 22 kB) | HV71 Jönköping P. Gustafsson (10:46) K. Beech (12:18) M. Thörnberg (19:05) P. Puistola (50:26) N. Angell (58:45)                 | PostFinance Arena, Bern Zuschauer: 7.057   |
| 19. November 2008 19:30 Uhr | Espoo Blues J. Puustinen (6:28) R. Keller (15:26)                                                                               | 2:1 (2:1, 0:0, 0:0) Spielbericht (PDF; 21 kB) | SC Bern C. Dubé (0:47) | LänsiAuto Areena, Espoo Zuschauer: 6.247   |
| 3. Dezember 2008 19:30 Uhr  | HV71 Jönköping | 0:6 (0:3, 0:1, 0:2) Spielbericht (PDF; 22 kB) | Espoo Blues S. Ryhänen (7:37) P. Lostedt (11:12) S. Ryhänen (15:26) T. Konttinen (28:20) J. Lajunen (43:03) T. Konttinen (48:32) | Kinnarps Arena, Jönköping Zuschauer: 5.028 |

| Pl. |                | Sp | S | OTS | OTN | N | Tore  | Punkte |
| 1.  | Espoo Blues    | 4  | 4 | 0   | 0   | 0 | 14:04 | 12     |
| 2.  | HV71 Jönköping | 4  | 1 | 0   | 0   | 3 | 13:18 | 3      |
| 3.  | SC Bern        | 4  | 1 | 0   | 0   | 3 | 11:16 | 3      |

### Gruppe C
Die Gruppe C wurde vom amtierenden Russischen Meister Salawat Julajew Ufa dominiert, der, ebenso wie die Espoo Blues in der Gruppe B, alle vier Partien gewann. Neben zwei deutlichen Heimsiegen, die sie mit einem Torverhältnis von 15:3 siegreich gestalteten, gewannen sie auch ihre beiden Auswärtspartien deutlich. Der HC Mountfield České Budějovice und HC Slovan Bratislava gewannen jeweils im direkten Duell ihr Heimspiel, hatten durch die Niederlagen gegen Ufa aber frühzeitig die Chance aufs eine Halbfinalteilnahme verspielt.
| 8. Oktober 2008 16:00 Uhr   | Salawat Julajew Ufa K. Kalzou (11:19) R. Nurtdinow (21:15) A. Pereschogin (34:06) I. Grigorenko (39:11) L. Čermák (43:17) A. Pereschogin (45:57) K. Kalzou (55:37)                   | 7:1 (1:0, 3:0, 3:1) Spielbericht (PDF; 40 kB) | HC České Budějovice T. Kůrka (45:19)                                                                  | Ufa-Arena, Ufa Zuschauer: 7.835            |
| 22. Oktober 2008 19:30 Uhr  | HC České Budějovice M. Hudec (1:17) P. Gřegořek (22:52) I. Huml (29:49) O. Veselý (40:28) R. Horák (46:47)                                                                           | 5:2 (1:0, 2:1, 2:1) Spielbericht (PDF; 21 kB) | HC Slovan Bratislava Ľ. Vaic (24:08) R. Kukumberg (50:28)                                             | Budvar Aréna, Budweis Zuschauer: 4.250     |
| 29. Oktober 2008 19:30 Uhr  | HC Slovan Bratislava M. Lažo (6:54) R. Liščák (23:01) | 2:4 (1:0, 1:3, 0:1) Spielbericht (PDF; 21 kB) | Salawat Julajew Ufa I. Schtschadilow (20:50) W. Worobjow (30:09) A. Radulow (39:11) K. Kolzow (48:15) | Samsung Aréna, Bratislava Zuschauer: 5.238 |
| 12. November 2008 19:30 Uhr | HC České Budějovice | 0:3 (0:2, 0:1, 0:0) Spielbericht (PDF; 21 kB) | Salawat Julajew Ufa A. Medwedew (11:34) M. Mikeska (15:06) A. Tereschtschenko (24:39)                 | Budvar Aréna, Budweis Zuschauer: 4.109     |
| 19. November 2008 19:30 Uhr | HC Slovan Bratislava Ľ. Vaic (0:57) M. Hujsa (14:02) R. Döme (17:25) R. Kukumberg (54:17) M. Lažo (59:47)                                                                            | 5:3 (3:0, 0:0, 2:3) Spielbericht (PDF; 21 kB) | HC České Budějovice M. Guláš (44:56) I. Huml (53:23) T. Mertl (53:38)                                 | Samsung Aréna, Bratislava Zuschauer: 4.880 |
| 3. Dezember 2008 16:00 Uhr  | Salawat Julajew Ufa A. Medwedew (3:03) A. Sidjakin (24:52) M. Mikeska (26:49) A. Pereschogin (29:19) A. Sidjakin (30:50) A. Taratuchin (52:48) L. Čermák (54:05) A. Kuteikin (57:55) | 8:2 (1:1, 4:1, 3:0) Spielbericht (PDF; 39 kB) | HC Slovan Bratislava M. Hujsa (6:51) Ľ. Vaic (24:27)                                                  | Ufa-Arena, Ufa Zuschauer: 8.292            |

| Pl. |                                | Sp | S | OTS | OTN | N | Tore  | Punkte |
| 1.  | Salawat Julajew Ufa            | 4  | 4 | 0   | 0   | 0 | 22:05 | 12     |
| 2.  | HC Mountfield České Budějovice | 4  | 1 | 0   | 0   | 3 | 09:17 | 3      |
| 3.  | HC Slovan Bratislava           | 4  | 1 | 0   | 0   | 3 | 11:20 | 3      |

### Gruppe D
Für die Überraschung der Vorrunde sorgte der amtierende Schweizer Meister ZSC Lions aus Zürich, der sich gegen den Tschechischen Meister HC Slavia Prag durchsetzte. Nachdem der ZSC sein Heimspiel noch denkbar knapp im Penaltyschießen verloren hatte, siegte er durch eine starke Vorstellung im Schlussdrittel bei der abschließenden Gruppenpartie in Prag und erreichte als viertes und letztes Team das Halbfinale. Chancenlos präsentierte sich der schwedische Vizemeister Linköpings HC, der alle seine vier Partien verlor und punktlos blieb.
| 8. Oktober 2008 19:30 Uhr   | HC Slavia Prag M. Vondrka (15:26) R. Červenka (17:24) R. Červenka (38:26) J. Bednář (49:19)     | 4:2 (2:1, 1:1, 1:0) Spielbericht (PDF; 21 kB)            | Linköpings HC J. Fransson (8:31) P. Petterström (36:30)                                                                                            | O₂ Arena, Prag Zuschauer: 4.108            |
| 22. Oktober 2008 19:30 Uhr  | Linköpings HC M. Laumann-Ylvén (2:32) J. Eriksson (18:59)                                       | 2:7 (2:2, 0:2, 0:3) Spielbericht (PDF; 21 kB)            | ZSC Lions Zürich S. Blindenbacher (6:47) T. Monnet (17:53) P. Sejna (26:59) P. Sejna (38:24) C. Bühler (42:42) T. Monnet (47:30) D. Pittis (57:51) | Cloetta Center, Linköping Zuschauer: 7.961 |
| 29. Oktober 2008 19:30 Uhr  | ZSC Lions Zürich M. Seger (26:53) B. Forster (44:44) M. Seger (58:11) R. Gardner (58:29)        | 4:5 n. P. (0:1, 1:1, 3:2, 0:1) Spielbericht (PDF; 21 kB) | HC Slavia Prag T. Micka (10:17) J. Bednář (38:58) J. Doležal (43:54) J. Sklenář (52:53) J. Bednář (PS)                                             | Hallenstadion, Zürich Zuschauer: 8.220     |
| 12. November 2008 19:30 Uhr | Linköpings HC J. Eriksson (22:22) I. Majeský (25:53) É. Beaudoin (38:34) J. Eriksson (41:27)    | 4:5 (0:2, 3:1, 1:2) Spielbericht (PDF; 21 kB)            | HC Slavia Prag J. Sklenář (5:16) J. Novák (14:26) R. Červenka (23:20) J. Bednář (45:52) J. Doležal (48:21)                                         | Cloetta Center, Linköping Zuschauer: 6.842 |
| 19. November 2008 19:30 Uhr | ZSC Lions Zürich P. Sejna (18:50) S. Blindenbacher (32:14) R. Gardner (38:43) C. Bühler (40:57) | 4:3 (1:1, 2:1, 1:1) Spielbericht (PDF; 21 kB)            | Linköpings HC N. Persson (17:05) J. Hlaváč (37:02) P. Saravo (44:21)                                                                               | Hallenstadion, Zürich Zuschauer: 8.574     |
| 3. Dezember 2008 19:30 Uhr  | HC Slavia Prag P. Jelínek (36:28)                                                               | 1:5 (0:1, 1:0, 0:4) Spielbericht (PDF; 21 kB)            | ZSC Lions Zürich J.-G. Trudel (14:12) R. Gardner (46:51) J. Alston (47:29) R. Gardner (57:36) J. Alston (59:05)                                    | O2 Arena, Prag Zuschauer: 8.137            |

| Pl. |                  | Sp | S | OTS | OTN | N | Tore  | Punkte |
| 1.  | ZSC Lions Zürich | 4  | 3 | 0   | 1   | 0 | 19:11 | 10     |
| 2.  | HC Slavia Prag   | 4  | 2 | 1   | 0   | 1 | 15:15 | 8      |
| 3.  | Linköpings HC    | 4  | 0 | 0   | 0   | 4 | 11:19 | 0      |

## Finalrunde
Die Halbfinals und das Finale wurden jeweils in Hin- und Rückspiel ausgetragen. Die Mannschaft mit den meisten Punkten in der Gruppenphase hatte jeweils im zweiten Spiel Heimrecht. Im Halbfinale trafen die Sieger der Gruppen B und D sowie die Sieger der Gruppen A und C aufeinander. Qualifizierten sich zwei Mannschaften aus einem Land für das Halbfinale, spielten diese abweichend von der Auslosung gegeneinander.
Hätten beide Mannschaften im Halbfinale oder Finale jeweils ein Spiel gewonnen, oder endeten beide Spiele unentschieden, so gab es im Anschluss an die zweite Partie ein entscheidendes Penaltyschießen, das beim Stand von 0:0 beginnt. Das Torverhältnis spielte keine Rolle.
|  | Halbfinale | Halbfinale                | Halbfinale       | Halbfinale | Halbfinale |   |                  | Finale                    | Finale | Finale | Finale | Finale |
|  |            |                           |                  |            |            |   |                  |                           |        |        |        |        |
|  | A1         | HK Metallurg Magnitogorsk | 1                | 3          | 1*         |   |                  |                           |        |        |        |        |
|  | C1         | Salawat Julajew Ufa       | 2                | 1          | 1          |   |                  |                           |        |        |        |        |
|  | C1         | Salawat Julajew Ufa       | 2                | 1          | 1          |   | SHF1             | HK Metallurg Magnitogorsk | 2      | 0      | 0      |        |
|  |            |                           |                  |            |            |   | SHF1             | HK Metallurg Magnitogorsk | 2      | 0      | 0      |        |
|  |            | SHF2                      | ZSC Lions Zürich | 2          | 5          | 1 |                  |                           |        |        |        |        |
|  | D1         | SHF2                      | ZSC Lions Zürich | 2          | 5          | 1 | ZSC Lions Zürich | 6                         | 4      | 2      |        |        |
|  | D1         |                           |                  |            |            |   |                  | 6                         | 4      | 2      |        |        |
|  | B1         | Espoo Blues               | 3                | 1          | 0          |   |                  |                           |        |        |        |        |

### Halbfinale
Im Halbfinale kam es zum direkten Duell der beiden KHL-Mannschaften aus Magnitogorsk und Ufa sowie zum Aufeinandertreffen des Außenseiters ZSC Lions und den Espoo Blues. Nach einer Heimniederlage in der Auftaktpartie konnte Magnitogorsk diese Scharte im Rückspiel in Ufa durch ein starkes Schlussdrittel auswetzen. Da nur die Punkte aus beiden Spielen ohne das Torverhältnis zählten, kam es im Anschluss an das Spiel zu einem Penaltyschießen, das Magnitogorsk für sich entscheiden konnte. Das Team aus dem Ural erreichte somit im zweiten Jahr in Folge ein Europapokal-Finale. Das Heimspiel der ZSC Lions wurde in der Diners-Club Arena im benachbarten Rapperswil-Jona, Spielstätte der Rapperswil-Jona Lakers, ausgetragen; das Zürcher Hallenstadion war durch das zeitgleich stattfindende Sechstagerennen blockiert. Die ZSC Lions konnten beide Spiele für sich entscheiden. Es war der dritte Einzug in ein Europapokalfinale für die Zürcher.
| 10. Dezember 2008 16:00 Uhr | HK Metallurg Magnitogorsk A. Kaigorodow (59:41) | 1:2 (0:0, 0:2, 1:0) Spielbericht (PDF; 21 kB) | Salawat Julajew Ufa M. Blaťák (35:34) A. Pereschogin (37:42)                     | Arena Metallurg, Magnitogorsk Zuschauer: 7.750 |
| 7. Januar 2009 16:00 Uhr    | Salawat Julajew Ufa O. Twerdowski (27:45)       | 1:3 (0:0, 1:0, 0:3) Spielbericht (PDF; 45 kB) | HK Metallurg Magnitogorsk J. Marek (43:58) D. Platonow (44:22) I. Mirnow (53:30) | Ufa-Arena, Ufa Zuschauer: 8.500                |
|                             |                                                 | Penaltyschießen 0:2                           | J. Marek, I. Mirnow                                                              |                                                |

| 10. Dezember 2008 19:30 Uhr | ZSC Lions Zürich T. Monnet (7:17) R. Gardner (27:18) P. Sejna (30:41) C. Bühler (37:29) J. Alston (47:09) J. Alston (58:40) | 6:3 (1:0, 3:2, 2:1) Spielbericht (PDF; 21 kB) | Espoo Blues V. Lajunen (20:52) S. Sandell (33:13) J. Nättinen (54:40)                      | Diners-Club Arena, Rapperswil Zuschauer: 6.100 |
| 7. Januar 2009 19:30 Uhr    | Espoo Blues I. Kuoppala (33:40)                                                                                             | 1:4 (0:2, 1:0, 0:2) Spielbericht (PDF; 21 kB) | ZSC Lions Zürich T. Monnet (5:44) M. Seger (15:54) J.-G. Trudel (58:17) R. Gardner (58:51) | LänsiAuto Areena, Espoo Zuschauer: 6.612       |

### Finale
Die Finalspiele bestritten der russische KHL-Klub Metallurg Magnitogorsk, der im Vorjahr die letzte Austragung des IIHF European Champions Cup gewonnen hatte, und die Überraschungsmannschaft des Wettbewerbs, die ZSC Lions aus Zürich. Aufgrund der mehr erreichten Punkte in der Vorrunde hatte der ZSC im Rückspiel Heimrecht. Wie bereits im Halbfinale mussten sie in die Diners-Club Arena im nahegelegenen Rapperswil-Jona ausweichen, da im Hallenstadion in Zürich am folgenden Tag eine andere Veranstaltung terminiert war.
Nachdem die Zürcher im Hinspiel in Magnitogorsk bis zehn Minuten vor Spielende – wider den Erwartungen – mit 2:0 geführt hatten, glichen die Russen das Spiel in den Schlussminuten noch aus und hielten den Kampf um die Silver Stone Trophy offen. Im eine Woche später stattfindenden Rückspiel besiegten die Lions Metallurg deutlich mit 5:0. Sie sicherten sich somit nach den Siegen im IIHF Continental Cup in den Jahren 2001 und 2002 ihren dritten Europapokal.
| 21. Januar 2009 17:30 Uhr | HK Metallurg Magnitogorsk W. Atjuschow (51:01) T. Rolinek (59:17)                                         | 2:2 (0:2, 0:0, 2:0) Spielbericht (PDF; 21 kB) | ZSC Lions Zürich J.-G. Trudel (9:14) A. Wichser (12:05) | Arena Metallurg, Magnitogorsk Zuschauer: 7.700 |
| 28. Januar 2009 19:30 Uhr | ZSC Lions Zürich B. Down (17:17) P. Sejna (34:48) M. Seger (48:57) J. Alston (49:51) J.-G. Trudel (57:29) | 5:0 (1:0, 1:0, 3:0) Spielbericht (PDF; 21 kB) | HK Metallurg Magnitogorsk                               | Diners-Club Arena, Rapperswil Zuschauer: 6.200 |

## Statistik

### Beste Scorer
Abkürzungen: Sp = Spiele, T = Tore, V = Vorlagen, Pkt = Punkte, +/- = Plus/Minus, SM = Strafminuten; Fett: Turnierbestwert
| Spieler         | Team         | Sp | T | V  | Pkt | +/− | SM |
| --------------- | ------------ | -- | - | -- | --- | --- | -- |
| Jean-Guy Trudel | Zürich       | 8  | 4 | 9  | 13  | +1  | 2  |
| Adrian Wichser  | Zürich       | 8  | 1 | 12 | 13  | +4  | 4  |
| Domenico Pittis | Zürich       | 8  | 1 | 10 | 11  | ±0  | 6  |
| Peter Sejna     | Zürich       | 8  | 5 | 5  | 10  | +8  | 0  |
| Jan Marek       | Magnitogorsk | 8  | 3 | 7  | 10  | +7  | 14 |
| Jan Alston      | Zürich       | 8  | 5 | 4  | 9   | +5  | 8  |
| Ryan Gardner    | Zürich       | 8  | 6 | 1  | 7   | +4  | 4  |
| Thibaut Monnet  | Zürich       | 8  | 4 | 3  | 7   | +4  | 0  |
| Jaroslav Bednář | Prag         | 4  | 4 | 2  | 6   | +1  | 0  |
| Roman Červenka  | Prag         | 4  | 3 | 3  | 6   | ±0  | 2  |

### Beste Torhüter
Abkürzungen: Sp = Spiele, TOI = Eiszeit (in Minuten), GT = Gegentore, SO = Shutouts, Sv% = gehaltene Schüsse (in %), GTS = Gegentorschnitt; Fett: Turnierbestwert
| Spieler              | Team         | Sp | TOI    | GT | SO | Sv%   | GTS  |
| -------------------- | ------------ | -- | ------ | -- | -- | ----- | ---- |
| Alexander Jerjomenko | Ufa          | 5  | 280:00 | 7  | 0  | 95,17 | 1,50 |
| Ilja Proskurjakow    | Magnitogorsk | 7  | 478:29 | 15 | 1  | 93,56 | 1,88 |
| Ari Sulander         | Zürich       | 8  | 480:00 | 17 | 1  | 92,95 | 2,13 |
| Bernd Brückler       | Espoo        | 5  | 299:09 | 10 | 1  | 92,65 | 2,01 |
| Rob Zepp             | Berlin       | 4  | 240:00 | 10 | 0  | 89,69 | 2,50 |

## Auszeichnungen
Zum wertvollsten Spieler des Wettbewerbs wurde der finnische Torhüter Ari Sulander gewählt. Der 40-jährige Schlussmann der siegreichen ZSC Lions hatte mit konstant guten Leistungen, darunter ein Shutout im entscheidenden zweiten Finalspiel, maßgeblichen Anteil am überraschenden Turniersieg der Eidgenossen.
| Auszeichnung         | Spieler      | Team             |
| -------------------- | ------------ | ---------------- |
| Wertvollster Spieler | Ari Sulander | ZSC Lions Zürich |

### Siegermannschaft
Die Mannschaft der ZSC Lions setzte im Verlauf des Wettbewerbs insgesamt 26 Spieler ein, darunter zwei Torhüter, zehn Verteidiger und 14 Stürmer.
| Champions-Hockey-League-Sieger ZSC Lions Zürich | Torhüter: Lukas Flüeler, Ari Sulander Verteidiger: Severin Blindenbacher, Claudio Cadonau, Beat Forster, Patrick Geering, Kevin Gloor, Philippe Schelling, Daniel Schnyder, Steven Schoop, Mathias Seger, Radoslav Suchý Angreifer: Jan Alston, Mark Bastl, Cyrill Bühler, Blaine Down, Ryan Gardner, Lukas Grauwiler, Oliver Kamber, Alexei Krutow, Aurelio Lemm, Thibaut Monnet, Domenico Pittis, Peter Sejna, Jean-Guy Trudel, Adrian Wichser Cheftrainer: Sean Simpson |

## Preisgelder und Zuschauerschnitt
| Team                           | Erhaltene Preis- gelder (in €) | Zuschauer gesamt | Zuschauer- schnitt |
| ------------------------------ | ------------------------------ | ---------------- | ------------------ |
| ZSC Lions Zürich               | 1.650.000                      | 29.094           | 7.274              |
| HK Metallurg Magnitogorsk      | 1.150.000                      | 30.690           | 7.673              |
| Salawat Julajew Ufa            | 700.000                        | 24.627           | 8.209              |
| Espoo Blues                    | 700.000                        | 18.942           | 6.314              |
| HC Slavia Prag                 | 450.000                        | 12.245           | 6.123              |
| Eisbären Berlin                | 450.000                        | 26.500           | 13.250             |
| SC Bern                        | 350.000                        | 13.813           | 6.907              |
| HV71 Jönköping                 | 350.000                        | 11.931           | 5.966              |
| HC Mountfield České Budějovice | 350.000                        | 8.359            | 4.180              |
| HC Slovan Bratislava           | 350.000                        | 10.118           | 5.059              |
| Kärpät Oulu                    | 300.000                        | 11.233           | 5.617              |
| Linköpings HC                  | 300.000                        | 14.803           | 7.402              |
| Sinupret Ice Tigers Nürnberg   | 50.000                         | –                | –                  |
| HC Košice                      | 50.000                         | –                | –                  |